# Curcuma sparganiifolia
Curcuma sparganiifolia là một loài thực vật có hoa trong họ Gừng. Loài này được François Gagnepain mô tả khoa học đầu tiên năm 1902 (in năm 1903) dưới danh pháp Curcuma sparganifolia. Tuy nhiên, danh pháp này sau đó được chỉnh sửa thành Curcuma sparganiifolia. Mẫu định danh: L. Hahn 30; (holotype, thu thập tháng 8 năm 1870, lưu giữ tại MNHN số MNHN-P-P032683). Một vài tài liệu đặt tên gọi tiếng Việt cho nó là nghệ lá hắc tim lang. Tuy nhiên, tên gọi này dường như là thiếu chính xác hoặc do lỗi in ấn, do tính từ định danh sparganiifolia là từ ghép của sparganium và folia/folium nghĩa là có lá giống lá của hắc tam lăng (Sparganium, tên thông thường tiếng Trung: 黑三棱, Hán-Việt: hắc tam lăng).

## Phân bố
Là một loại cây nhiệt đới bản địa miền đông Thái Lan, tây nam Campuchia và có thể có ở Lào. Gần đây nó được phát hiện có tại Phú Quốc, Việt Nam. Môi trường sống là rừng lá sớm rụng khá thưa, rừng thông hay đồng cỏ, dưới tán của rừng Melaleuca trên đất cát; ở cao độ 30–700 m.

## Mô tả
Cây thảo thân rễ, cao 30–55 cm. Thân rễ từ hình gần cầu đến hình trứng, 1,4–1,5 × 1,2–1,5 cm, vỏ màu vàng nhạt, nhưng phủ một lớp vảy màu gỉ sắt đã rữa, ruột màu vàng nhạt, củ rễ hình trứng đến thuôn dài-hình trứng, 1,7–4 × 1,2–1,5 cm, nằm gần thân rễ dài tới 1 cm, vỏ màu nâu nhạt, ruột màu trắng. Thân giả dài đến 20 cm, gồm 3–5 bẹ không phiến lá, các bẹ ngoài 2–2,9 × 1,5–1,7 cm, các bẹ trong 7–17,7 × 1,4–1,5 cm, màu trắng ở gốc, màu đỏ tía đến tía, nhọn ngắn, màu ánh lục, nhẵn nhụi; 2 bẹ có phiến lá, dài 17–20 cm, màu trắng ở gốc, màu xanh lục đến lục ánh tía ở phần xa, nhẵn nhụi; lưỡi bẹ thuôn dài-hình trứng, 3,5–4,5 × 3,5–4 mm, 2 thùy, dạng màng, như thủy tinh, nhẵn nhụi. Chồi lá với 2 lá lúc ra hoa; cuống lá dài 7–20 cm, màu xanh lục, nhẵn nhụi; phiến lá hình elip-thẳng hẹp, 21–26,5 × 2,1–3,3 cm, nhẵn nhụi cả hai mặt, mặt gần trục màu xanh lục đến xanh lục sẫm, mặt xa trục màu xanh lục nhạt, mép như thủy tinh, nhẵn nhụi, đỉnh thu nhỏ dần, đáy thu nhỏ hẹp. Cụm hoa trung tâm; cuống cụm hoa 28,8–38 × ~0,2 cm, gốc ẩn giữa các bẹ lá; cành hoa bông thóc 4,5–6,6 × 4–4,8 cm, gồm 12–16 lá bắc sinh sản, không có mào; các lá bắc gần như thuôn dài đến thuôn dài-hình trứng ngược, đỉnh thuôn tròn, cong ra ngoài hoặc hơi lệch, lá bắc phía dưới 2,1–2,8 × 1,6–1,8 cm, nhỏ dần về phía trên, 2–2,1 × 0,8–1,1 cm, màu hồng tươi với vệt màu xanh lục ở đỉnh, nhẵn nhụi, hợp sinh ở gần gốc, đỉnh thuôn tròn. Xim hoa bọ cạp xoắn ốc với 3 hoa ở gốc cụm hoa, số lượng giảm dần về phía trên. Lá bắc con nhỏ, 1 mỗi hoa, hình trứng, 4–5 × 2,5–3 mm ở gốc, như thủy tinh, trắng, trong mờ, nhẵn nhụi. Hoa dài 1,7–1,8 cm, hơi thò ra từ lá bắc. Đài hoa 4,5–7 × ~2,5 mm, 3 thùy, với vết rạch một bên dài ~2 mm, màu trắng, nhẵn nhụi. Ống hoa dài 7–15 mm, phần rộng nhất rộng ~2 mm, hình trụ hẹp và hình phễu hướng về phía đỉnh, bên ngoài màu trắng, nhẵn nhụi, bên trong màu trắng, nhẵn nhụi, đôi khi có lông tơ mịn ở phần đỉnh; thùy tràng lưng thuôn dài-hình elip, 6–6,2 × 3–4 mm, màu trắng, nhẵn nhụi, đỉnh thuôn tròn, hơi lõm; các thùy tràng bên 5,7–6 × 2,9–3 mm, thuôn dài-hình elip, nhẵn nhụi, màu trắng, đỉnh thuôn tròn, hơi lõm; nhị lép bên dài 7 mm, rộng 1 mm; cánh môi thuôn dài-hình trứng ngược, 6,2–7 × 4–4,5 mm, đỉnh hơi có nắp và thuôn tròn, mép hơi có khía răng cưa, màu từ đỏ nhạt đến đỏ sẫm với các vết màu vàng tươi trên dải phồng màu đỏ tươi ở nửa đáy của cánh môi, màu vàng về phía đỉnh. Nhị với bao phấn hơi lắc lư, chỉ nhị 2–2,2 × 1,8–2,1 mm, màu trắng, nhẵn nhụi; bao phấn không cựa, hình trứng hẹp, 3–3,2 × 1,7–2 mm, mô liên kết màu trắng, với một chút lông tuyến ở hai bên và lưng, các mô vỏ bao phấn 2,8–3 × ~1 mm, màu trắng, nứt dọc theo toàn bộ chiều dài của chúng; có mào bao phấn, dài ~1,5 mm, tù, nhẵn nhụi. Vòi nhụy hình chỉ, dài 14–15 mm, nhẵn nhụi. Đầu nhụy hình phễu không đều, 1,2–1,5 × ~0,5 mm, màu trắng, lỗ nhỏ nhẵn nhụi nhưng có răng cưa nhỏ không đều. Không có tuyến trên bầu. Bầu nhụy hơi hình trứng ngược, ~2 × 1,5 mm, màu ánh xanh lục, 3 ngăn, nhẵn nhụi, hơi thơm. Quả hình cầu đường kính ~7 mm; hạt hình elipxoit, dài 5 mm, rộng 2,5 mm.
C. sparganiifolia tương tự như C. gracillima về kiểu phát triển và đặc điểm sinh dưỡng nói chung; nhưng cụm hoa của nó dài gần bằng chồi lá, cành hoa bông thóc bao gồm một số lá bắc màu hồng đến hồng tía và không có lá bắc mào, mô liên kết nhẵn nhụi, cánh môi nguyên và màu vàng với các vết màu đỏ ở nửa đáy, giúp nó dễ dàng phân biệt với C. gracillima, loài với cụm hoa thường dài chỉ bằng 50% chồi lá, cành hoa bông thóc bao gồm một số lá bắc màu xanh lục với lá bắc mào màu trắng phát triển khá, mô liên kết thưa lông tuyến, cánh môi xẻ 2 thùy sâu và thường có màu vàng với các vệt màu đỏ rõ nét. Các mẫu vật lưu giữ tại MNHN và được gán nhãn C. sparganiifolia, do Sallet (MNHN-P-P02184046) và F. Evrard (MNHN-P-P02184045) thu thập gần ga Mương Mán, tương ứng vào ngày 19-10-1924 và ngày 2610-1924 ở tọa độ khoảng 10°58′7,86″B 108°0′14,22″Đ / 10,96667°B 108°Đ là của C. gracillima.

## Sử dụng
Các quần thể hoang dã được khai thác để thu thập các kiểu hình mới cho thị trường cây trồng làm cảnh trong vườn. Thân rễ được mua bán tại địa phương cũng như trên các chợ hoa lớn trong vùng và được gửi ra nước ngoài. Khai thác quá mức trong tự nhiên gây ra mối đe dọa cho các quần thể hoang dã của loài này.